# Camille Gabriel Schlumberger
Pour les articles homonymes, voir Schlumberger.
Camille Gabriel Schlumberger, né le 11 novembre 1864 à Strasbourg et mort en 1958, est un peintre et un décorateur français.

## Biographie
Son père Camille Schlumberger (1831-1897) est magistrat et maire de Colmar de 1880 à 1896.
Il étudie à l'École des beaux-arts de Paris ainsi qu'à l'École Guérin dans l'atelier d'Eugène Grasset.
Il réalise deux planches pour l'ouvrage réalisé sous la direction d’Eugène Grasset : La Plante et ses applications ornementales.
Son beau-père, Charles Frédéric Steiner (1842-1918) est le directeur de la manufacture d'impression sur étoffes et de tissage de Ribeauvillé où Camille Gabriel Schlumberger entre comme peintre décorateur en 1898.
En 1927, il prend la direction pendant que l'usine produit des cotonnades teintes et des tissus imprimés : indiennes fantaisies et toiles peintes dites toile de Jouy, reproduites par procédés mécaniques et chimiques.